# Wycombe
Wycombe fu un distretto locale del Buckinghamshire, Inghilterra, Regno Unito, con sede a High Wycombe.
Il distretto fu creato con il Local Government Act 1972, il 1º aprile, 1974 dall'unione del borgo di High Wycombe col Distretto urbano di Marlow ed il Distretto rurale di Wycombe.
Il 1 aprile 2020 è stato soppresso, come quelli di tutta la contea, creando un'Autorità unitaria del Buckinghamshire.

## Comuni e parrocchie
Il distretto ha sede a High Wycombe, grossa località che il Consiglio distrettuale gestisce direttamente senza nessun'altra autorità locale. Il resto del distretto è invece suddivise in parrocchie civili che, a seconda della popolazione, ottengono un maggiore o un minore livello di autonomia.
Due località sono sufficientemente popolate da ottenere il titolo di town che permette loro di eleggere un consiglio comunale col relativo sindaco:
- Princes Risborough
- Marlow

Le altre località non ottengono nulla più del titolo di parish che permette loro l'elezione solamente di un consiglio parrocchiale con poteri limitati, a meno che non siano talmente piccole da non procedere neppure ad elezioni e gestirsi con la sola assemblea pubblica degli abitanti:
- Bledlow-cum-Saunderton
- Bradenham
- Chepping Wycombe
- Downley
- Ellesborough
- Fawley
- Great and Little Hampden
- Great and Little Kimble
- Great Marlow
- Hambleden
- Hazlemere
- Hedsor
- Hughenden
- Ibstone
- Lacey Green
- Lane End
- Little Marlow
- Longwick-cum-Ilmer
- Medmenham
- Piddington and Wheeler End
- Radnage
- Stokenchurch
- Turville
- West Wycombe
- Wooburn